# Önnestads landskommun
Önnestads landskommun var en tidigare kommun i dåvarande Kristianstads län.

## Administrativ historik
Kommunen bildades i Önnestads socken i Västra Göinge härad i Skåne när 1862 års kommunalförordningar trädde i kraft.
18 september 1931 inrättades hör Önnestads municipalsamhälle. 
Vid kommunreformen 1952 uppgick kommunen med municipalsamhälle i Araslövs landskommun som uppgick 1967 i Kristianstads stad som 1971 ombildades till Kristianstads kommun.

## Politik

### Mandatfördelning i Önnestads landskommun 1938-1946
| 8 | 10 | 2 |

| 20 |

| 9 | 11 |

| 20 |

| 1 | 6 | 7 | 4 | 2 |

| 20 |

#### Mandatfördelning i Önnestads municipalsamhälle 1962
| 5 | 10 |

| 15 |